# Sorley MacLean
Sorley MacLean (Osgaig, 26 ottobre 1911 – Ebridi Interne, 24 novembre 1996) è stato un poeta e scrittore scozzese, fra i più rilevanti del XX secolo.

## Biografia
Nacque a Osgaig nel 1911, dove la prima lingua era il gaelico. MacLean frequentò l'Università di Edimburgo e fu un grande giocatore di shinty per la propria squadra universitaria. Ottenuto il diploma, ritornò alla comunità Highland and Island per insegnare. Fu determinato nel preservare l'insegnamento del gaelico nelle scuole scozzesi.
MacLean scrisse opere su temi politici, e fu uno stalinista fino alla metà degli anni quaranta, sebbene egli non fu mai un membro del Partito Comunista di Gran Bretagna. Fu anche un abile e delicato scrittore di poesia romantica.

## Opere
- From Wood to Ridge (Carcanet Press)
- Dàin do Eimhir (a cura di Christopher Whyte, Association for Scottish Literary Studies 2002; Birlinn 2008)
- An Cuilithionn 1939 (a cura di Christopher Whyte, Association for Scottish Literary Studies) 2011
- Sorley MacLean: Collected Poems Archiviato il 30 marzo 2012 in Internet Archive. (Birlinn Polygon 2011)

## In Italiano
- Sorley MacLean, Poesie a Eimhir, traduzione di Christopher Whyte, Linea d’Ombra (Milano, 1985) 12, pp. 52-54

## Antologie
- MacAulay, Donald (Domhnall MacAmhlaigh) [ed] (1977). Nua-Bhàrdachd Ghàidhlig / Modern Scottish Gaelic Poems: A Bilingual Anthology. New Directions, New York. pp. 70–115: "Am Mùr Gorm/The Blue Rampart", "Camhanaich/Dawn", "An Uair a Labhras mi mu Aodann/When I Speak of the Face", "Cha do Chuir de Bhuaireadh riamh/Never has such Turmoil been Put", "Gaoir na h-Eòrpa/The Cry of Europe", "An Roghainn/The Choice", "Coin is Madaidhean-Allaidh/Dogs and Wolves", "A' Chorra-Ghritheach/The Heron", "Hallaig/Hallaig", "Coilltean Ratharsair/The Woods of Raasay", "Ban-Gàidheal/Highland Woman", "Glac a' Bhàis/Death Valley", "Latha Foghair/An Autumn Day", "Aig Uaigh Yeats/At Yeats's Grave".